# Eschweiler Filmpost
Die Eschweiler Filmpost (kurz: Filmpost) ist ein kostenloses, wöchentlich erscheinendes Anzeigenblatt in Eschweiler und das älteste noch erscheinende Anzeigeblatt Deutschlands.

Das durch Werbeeinnahmen finanzierte Blatt erscheint jeden Mittwoch. Mit einer Auflage von 30.170 Exemplaren wird es an die Haushalte in Eschweiler und Langerwehe verteilt. Zudem wird es an mehreren ausgewählten Stellen in den Gemeinden Stolberg, Langerwehe und Inden ausgelegt.

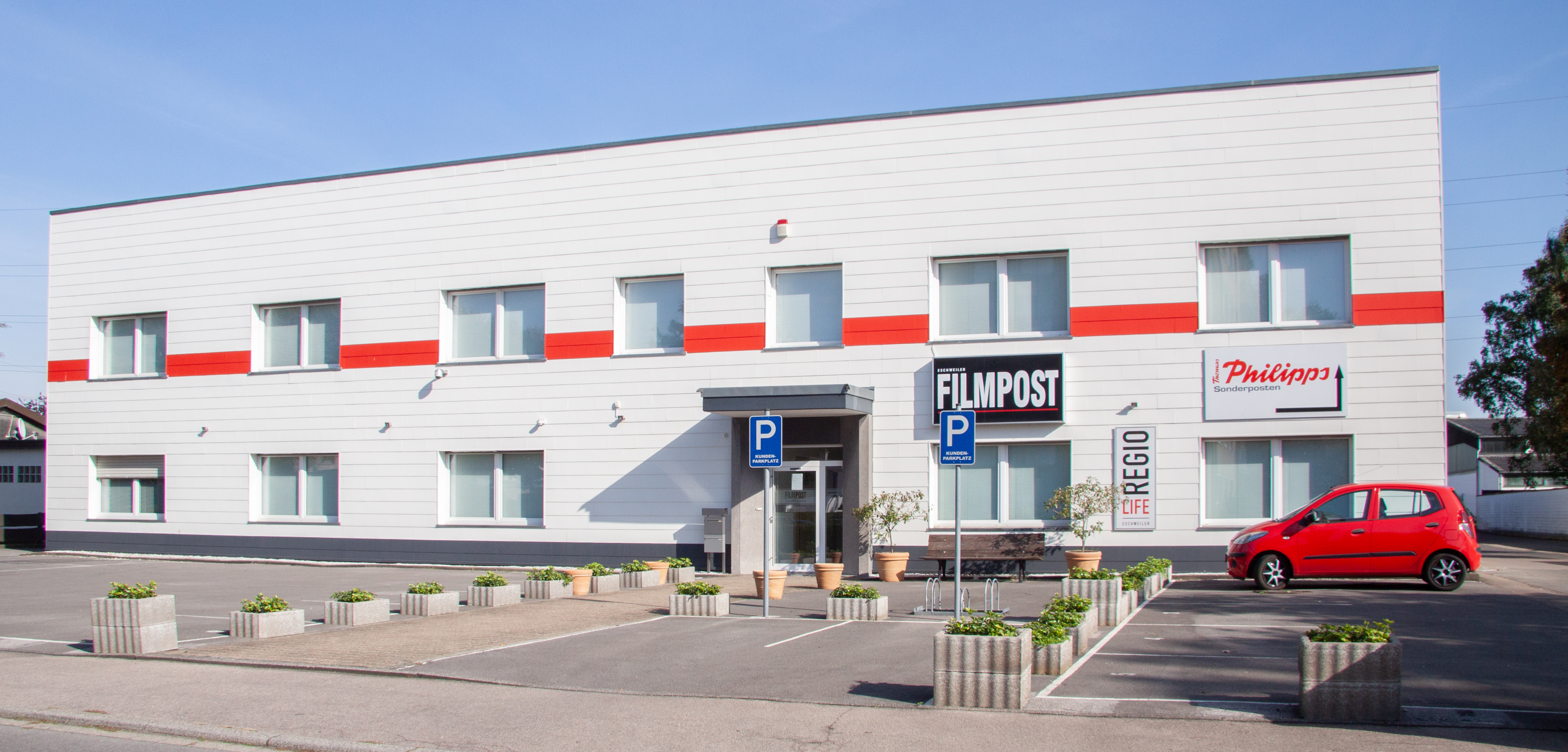
Verlagshaus Eschweiler Filmpost

## Geschichte
Die erste Ausgabe der Filmpost erschien am 29. November 1931 mit einer Auflage von 9.300 Exemplaren. Gründer und Herausgeber war der Rechtsanwalt Wilhelm Deis.
1934 wurde das Blatt im Dritten Reich eingestellt. Nach dem Zweiten Weltkrieg erschien die Eschweiler Filmpost ab 1948 wieder, bei einer Auflage von 12.000 Exemplaren unter der Leitung von Wolfram Engelbrecht, Schwiegersohn von Gründer Wilhelm Deis. Zeitweise wurde eine Auflage von bis zu 37.000 Exemplaren erreicht.
In den 1990er-Jahren trat Michael Engelbrecht, Sohn von Wolfram Engelbrecht und heutiger Herausgeber, in die Verlagsleitung mit ein. Das redaktionelle Angebot wurde seither ausgebaut und ist seit 2005 auch im Internet präsent.
Am 11. Oktober 2006 erschien mit Nr. 41/2006 die Jubiläumsausgabe zum 75-jährigen Bestehen.

## Inhalte
Die Eschweiler Filmpost besteht zu einem hohen Anteil aus Anzeigen und Kleinanzeigen aus der Eschweiler Geschäftswelt. Außerdem werden das Eschweiler Kinoprogramm, sowie Berichte zum Stadtgeschehen in Eschweiler und Leserbriefe veröffentlicht.